# Handré Pollard
Pour les articles homonymes, voir Pollard.

a Compétitions nationales et continentales officielles uniquement.

b Matchs officiels uniquement.
Dernière mise à jour le 16 août 2025.
Handré Pollard, né le 11 mars 1994 à Somerset West (Afrique du Sud), est un joueur international sud-africain de rugby à XV jouant au poste de demi d'ouverture. De 2013 à 2019, il a joué pour les Blue Bulls en Currie Cup et pour la franchise des Bulls en Super Rugby. En 2019, il rejoint l'effectif du Montpellier HR, puis les Leicester Tigers à partir de 2022.
Après une carrière junior couronnée d'un titre mondial en 2012 et un trophée de meilleur junior IRB en 2014, il devient international Springboks en juin de la même année face à l'Écosse. Il remporte la Coupe du monde 2019 en inscrivant 22 points lors de la finale face à l'Angleterre (32-12), puis l'édition 2023 en inscrivant les douze points de son équipe dans le match pour le titre contre la Nouvelle-Zélande (12-11).

## Biographie

### Premières années
C'est en 2007, à l'occasion de la Craven Week, compétition annuelle regroupant les meilleurs scolaires du pays, qu'Handré Pollard se fait remarquer en défendant les couleurs de Paarl Gymnasium.
En 2012, il figure dans l'Équipe d'Afrique du Sud des moins de 20 ans qui dispute les mondiaux juniors de 2012. Malgré une défaite face à l'Irlande lors de la première rencontre de poule, rencontre où il n'est pas aligné, il participe aux deux rencontres suivantes, deux victoires 52 à 3 face à l'Italie, où il inscrit dix points, puis 28 à 15, huit points, face à l'Angleterre. Grâce à un troisième rang au classement global à l'issue de la phase de poule, l'Afrique du Sud dispute une demi-finale face à l'Argentine où il inscrit douze points, deux pénalités et trois transformations lors d'une victoire 35 à 3. En finale face aux Baby Blacks, surnom de la sélection néo-zélandaise, il inscrit douze points, trois pénalités et un drop lors de la victoire 22 à 16,. 
L'Afrique du Sud a de grosses ambitions lors des mondiaux juniors de 2013 disputés en France, en alignant Pollard, Jan Serfontein, meilleur jeune IRB de l'année 2012, l'ailier Sergeal Petersen qui a fait ses débuts en Super 15 ou le troisième ligne Ruan Steenkamp. L'Afrique du Sud termine première de son groupe avec trois victoires, 97 à 0 sur les États-Unis, avec cinq points, de Pollard, 31 à 24 sur l'Angleterre, et 26 à 19 face à la France, onze points. Pollard inscrit sept points, deux transformations et une pénalité lors de la défaite 19 à 23 en demi-finale face au pays de Galles. Son bilan sur la compétition est ainsi de 34 points en cinq rencontres.
Il participe à la Currie Cup avec les Blue Bulls, disputant six rencontres et inscrivant un total de 62 points, dix transformations, treize pénalités et un drop. Les Blue Bulls, cinquième avec un bilan de trois victoires, un nul et six défaites, ne se qualifient pas pour les demi-finales. 
Il est intégré dans l'équipe qui doit défendre les couleurs des Bulls lors de la saison 2014 de Super 15. Il fait ses débuts, en tant que remplaçant, lors de la première journée, lors d'une défaite 31 à 16 face aux Sharks où il réussit une transformation.
Pour la troisième année consécutive, il participe au championnat du monde junior, disputé en Nouvelle-Zélande. Après trois victoires lors du premier tour, 61 à 5 contre l'Écosse, 33 à 24 face aux Baby Blacks et 21 à 8 face aux Samoa, l'équipe sud-africaine se qualifie pour la finale en confirmant la victoire sur les Néo-Zélandais, s'imposant 32 à 25 en demi-finale. En finale, il inscrit dix points, deux pénalités et deux transformations, mais cela s'avère insuffisant face aux Anglais qui conservent leur titre en s'imposant 21 à 20. Il est ensuite désigné joueur junior IRB de l'année.
Après cette interruption pour le tournoi junior, il retrouve les Bulls. Il termine cette saison avec douze rencontres disputées, dont quatre titularisations, et 76 points marqués, un essai, seize pénalités, un drop et dix transformations.

### Débuts avec lesSpringboks
Malgré son manque d'expérience au plus haut niveau, Heyneke Meyer titularise Handré Pollard pour le test contre l'Écosse. Il inscrit treize points, une pénalité et cinq transformations, lors d'une victoire 55 à 6. Meyer le choisit de nouveau, au détriment de Morne Steyn, pour le premier match du Rugby Championship face à l'Argentine. Il inscrit cinq points en première mi-temps, les Springboks remportant la rencontre 13 à 6. Il est confirmé à ce poste lors du match suivant une semaine plus tard, en Argentine, où il inscrit onze points, trois pénalités et une transformation. Non retenu pour le test en Australie face aux Wallabies, Steyn occupant le poste de titulaire et Patrick Lambie le poste de remplaçant, il retrouve le poste d'ouvreur une semaine plus tard lors du match de Wellington face aux All Blacks,. Il inscrit cinq points, la transformation de l'essai de Cornal Hendricks et une pénalité, les Néo-Zélandais s'imposant 14 à 10. Lors du match du Cap face aux Australiens, il inscrit une pénalités, les Springboks s'imposant 28 à 10. Lors du dernier match de la compétition, face aux All Blacks à Johannesbourg, il bat son record de point personnel en inscrivant 19 points, deux essais, les premiers sous le maillot sud africain, trois transformations et une pénalité. Les Springboks s'imposent 27 à 25,.
Pas encore en contrat avec la Fédération sud-africaine, il peut être utilisé par sa province pour la fin de la Currie Cup. Il participe à la rencontre face aux Griquas qui confirme la qualification des Blue Bulls pour la demi-finale. Lors de celle-ci, il est aligné au poste de premier centre lors de la défaite 31 à 23 face à la Western Province.
En fin d'année, il est titulaire face à l'Irlande lors d'une défaite 27 à 25 où il inscrit cinq points. L'entraîneur sud-africain désirant faire jouer tous les membres du groupe de la tournée, il est remplaçant lors du match suivant face aux Anglais, ne prenant pas part à la rencontre. Lors du match face à l'Italie, il inscrit deux transformations lors de la victoire 22 à 6. Il est nouveau remplaçant lors du dernier match, face aux Gallois.
Lors de la saison 2015 de Super 15, il est utilisé à douze reprises, toutes en tant que titulaire. Il inscrit 140 points, inscrivant deux essais, quarante pénalités, dix-sept transformations et un drop. En juin, les Bulls annoncent qu'ils ont accordé à leur ouvreur de rejoindre le club japonais de NTT Docomo Red Hurricanes dans le championnat japonais de novembre à fin janvier 2016. En juillet, il participe à une victoire 46 à 10 face à un quinze mondial, inscrivant quatre pénalités et deux transformations. Il figure ensuite parmi le groupe des 31 joueurs retenus pour préparer le premier match du Rugby Championship. Il dispute en tant que titulaire les trois rencontres de la compétition, réduite à trois journées en raison de la coupe du monde, inscrivant dix points lors de chaque rencontre. Il est un temps incertain pour le dernier match, face à l'Argentine, après un coup à la tête subit contre la Nouvelle-Zélande. Après trois défaites, dont la première lors d'une rencontre opposant l'Afrique du Sud à l'Argentine, à Durban de surcroit, l'Afrique du Sud va s'imposer en Argentine, match où Polard est remplaçant et où il n'inscrit aucun point. Fin août, il est retenu dans le groupe de 31 joueurs retenu par Heyneke Meyer pour la coupe du monde.
Pour le premier test de la compétition, face au Japon, Heyneke Meyer lui préfère Pat Lambie pour le poste de titulaire. Après sa rentrée, Pollard inscrit cinq points. Les Springboks s'inclinent sur le score de 34 à 32. Il retrouve une place de titulaire dès le match suivant, face aux Samoa, il retrouve une place de titulaire, inscrivant 14 des 46 points de son équipe. Il inscrit 19 points lors du match décisif face à l'Écosse, quatre pénalités, deux transformations et un drop. Il est de nouveau aligné pour le dernier match de poule, face aux États-Unis, où il inscrit quatre transformations. Lors du quart de finale face aux Gallois, il inscrit 18 points, cinq pénalités et un drop, Fourie du Preez inscrivant l'essai qui donne la victoire à son équipe sur le score de 23 à 19. Pollard inscrit les premiers points de la demi-finale face aux All Blacks qui sont menés 12 à 7 à la mi-temps. Pollard inscrit encore une pénalité en deuxième mi-temps, les All Blacks s'imposant finalement 20 à 18. Lors du match pour la troisième place, Pollard inscrit 14 points lors de la victoire 24 à 13 face à l'Argentine.

### Blessures
Après la coupe du monde, il rejoint le club de NTT Docomo Red Hurricanes pour évoluer dans le championnat japonais. Lors de celui-ci, il se blesse à l'épaule. Revenu chez les Bulls pour préparer la Saison 2016 de Super Rugby, il se blesse à l'entraînement, lors d'un exercice de passes. Cette blessure, rupture des ligaments du genou, le prive de la saison de Super Rugby, de la série de test de juin face à l'Irlande et du Rugby Championship. Le club annonce que pendant son absence il ne sera pas payé : assuré lors de son passage au Japon, ce qui couvre sa blessure à l'épaule, il ne dispute pas de match avec les Bulls, match nécessaire au déclenchement de sa prise en charge pour sa saison avec les Bulls.

### Consécration en Coupe du monde
Lors de la Coupe du monde 2019, Handré Pollard contribue grandement à la victoire de l'Afrique du Sud, notamment grâce à sa régularité au pied. Il est élu Homme du match de la demi-finale contre le Pays-de-Galles dans laquelle il inscrit 14 points. En finale contre l'Angleterre il inscrit 22 points des 32 de son équipe répartis en six pénalités et deux transformations. Il termine meilleur réalisateur de la Coupe du monde avec 69 points marqués. 
Pour la Coupe du monde 2023, il n'est pas sélectionné dans un premier temps, dans le groupe sud-africain retenu pour la compétition se déroulant en France à cause d'une blessure au mollet. Le 14 septembre, soit une semaine après le début de la compétition, le talonneur Malcolm Marx déclare forfait pour le reste de la Coupe du monde à la suite d'une blessure aux ligaments d'un genou. Trois jours plus tard, Handré Pollard est appelé pour le remplacer bien qu'il n'évolue pas au même poste, cela s'explique par le manque de réussite aux pieds des buteurs, notammant du numéro 10 titulaire, Manie Libbok.
Il joue son premier match face à l'équipe du Tonga, titulaire, il réussit notamment 100 % des transformations qu'il a à effectuer.
Lors du quart de finale contre la France, il commence le match sur le banc, il rentre dès la 45e minute et se montre décisif notamment en réussissant une pénalité de 50 mètres à la 69e minute qui permet à l'Afrique du Sud de s'imposer d'un point contre la France.
Lors de la demi-finale contre l'Angleterre, à nouveau remplaçant, le sélectionneur Jacques Nienaber fait le choix fort de le faire rentrer dès la 31e minute jeu. Cela s'explique par les conditions météorologiques pluvieuses qui rendent important la qualité du jeu au pied. Après avoir trouvé une touche près de la ligne de but des Anglais qui permet à son équipe d'inscrire le seul essai du match à la 69e minute, il réussit à la 78e minute une pénalité de 50 mètres qui permet à son équipe de se qualifier pour la finale. En finale de la Coupe du monde, il inscrit les 12 points de l'Afrique du Sud contre la Nouvelle-Zélande répartis en 4 pénalités et entre dans l'histoire de la coupe du monde en devenant double champion du monde.

## Statistiques
Handré Pollard compte 80 sélections, dont 61 en tant que titulaire, en Afrique du Sud. Il inscrit 772 points, 7 essais, 168 pénalités, 109 transformations et 5 drops. Il obtient sa première sélection avec les Springboks le 28 juin 2014 contre l'Écosse.
Il participe à trois éditions de la Coupe du monde, en 2015, 2019 et 2023 où il dispute les rencontres, contre le Japon, les Samoa, l'Écosse, les États-Unis, le pays de Galles, la Nouvelle-Zélande et l'Argentine. Il remporte la Coupe du monde de rugby 2019 dont il finit meilleur réalisateur avec 69 points inscrits. Quatre ans plus tard, il remporte à nouveau la Coupe du monde de rugby en étant décisif en quart de finale, en demi-finale et enfin en finale où il inscrit les 12 points de son équipe face à la Nouvelle-Zélande.

## Palmarès

### En club
- Montpellier HR
  - Vainqueur du Challenge européen en 2021.
  - Vainqueur du Championnat de France en 2022.
- Leicester Tigers
  - Finaliste du Championnat d'Angleterre en 2025.

### En sélection nationale
- Afrique du Sud
  - Vainqueur du Rugby Championship en 2019 et 2024.
  - Vainqueur de la Coupe du monde en 2019 et en 2023.

### Distinctions personnelles
- Élu Joueur Junior de l'année aux prix World Rugby en 2014.
- Meilleur réalisateur de la Coupe du monde en 2019 (69 points).